# Animation Toolkit
ANT (англ. animation Toolkit — Анимационный инструментарий) — анимационный движок, разработанный EA Tiburon (подразделение Electronic Arts, более известное под лейблом EA Sports) и использующийся в подавляющем большинстве компьютерных игр её производства, включая игры серий FIFA, Madden NFL, NCAA Football и NHL. Наряду с использованием во внутренних проектах EA Sports, ANT предоставляется для сторонних игр, которые разрабатываются другими филиалами Electronic Arts и связанными с ней независимыми компаниями. Известнейшими играми, использующими ANT, помимо игр производства самой EA Sports, являются Medal of Honor производства EA Los Angeles и EA DICE, Battlefield 3 производства EA DICE и Crysis 2 производства Crytek.

## История
ANT был разработан филиалом Electronic Arts — EA Tiburon, — под лейблом EA Sports. В 2007 году вышла первая использующая его игра. ANT был разработан «с нуля» и не базировался на какой-либо другой технологии.
После окончания разработки ANT начали активно применять в разных спортивных играх, издаваемых под маркой EA Sports. При этом множество команд разработчиков, использующих ANT в разработке своих игр, вносили постоянные улучшения и усовершенствования в движок. В результате ANT, построенный на основе плагинов, стал достаточно многофункциональным инструментом, благодаря чему его стало возможным использовать не только в симуляторах футбола, американского футбола, хоккея и баскетбола, но и в шутерах, симуляторах рукопашного боя и играх других жанров.
В июне 2008 года Саймон Шерр (англ. Simon Sherr), анимационный директор EA Tiburon, опубликовал несколько записей в своём блоге касательно особенностей и характеристик ANT.
28 ноября 2008 года Ян Каммингс (англ. Ian Cummings), сотрудник EA Tiburon, написал в своём блоге небольшую статью о технологиях, используемых в играх компании, в том числе и о ANT.
В середине июля 2010 года издание Develop взяло интервью в Питера Мура (англ.  Peter Moore), руководителя EA Sports. В этом интервью Мур рассказал журналистам некоторые факты о ANT и сообщил, что движок будет использоваться в играх Medal of Honor и Crysis 2, которые на момент интервью находились в разработке.
Следующий всплеск общественного интереса к ANT произошел в начале февраля 2011 года, когда EA DICE, шведский филиал Electronic Arts, опубликовал большую порцию информации о разрабатываемой им в то время игре Battlefield 3 в жанре шутера от первого лица. Battlefield 3 использует игровой движок Frostbite 2.0 собственной разработки EA DICE, который, тем не менее, использует ANT в качестве анимационного движка. Разработчики EA DICE заявили, что при разработке движка Frostbite 2.0 они остались недовольны собственными результатами по анимации персонажей и решили использовать стороннее средство. После рассмотрения Havok и euphoria было решено остановиться на ANT.

## Технологические характеристики
Изначально ANT предназначался для использования в спортивных симуляторах в жанрах футбола, американского футбола, хоккея, баскетбола и кулачных боёв. В данных играх качество анимации персонажей-людей имеет первоочерёдное значение, поэтому ANT должен был обеспечить качество анимации, недостижимое стандартной методикой ключевых кадров. ANT был призван нивелировать жесткие переходы между различными анимационными движениями, улучшить связь между анимированными персонажами и окружением и повысить общий уровень реалистичности движений.
ANT широко использует алгоритмы процедурной анимации, когда движения персонажей являются не заранее предпросчитанными разработчиком-аниматором, а генерируются анимационным движком «на лету» в реальном времени в зависимости от характеристик персонажа и воздействий на него окружающей среды.
ANT основан на модульной архитектуре, которая реализована в виде плагинов. В зависимости от требований отдельной игры разработчики могут подключать или отключать нужные им плагины, а также разрабатывать собственные и включать их в общую систему.
ANT имеет две основные функции: подготовка и обработка «сырой» анимации (например, как повреждения, полученные персонажем, влияют на его движения) и внутриигровой механизм исполнения этих анимаций.
ANT предназначен для использования на IBM PC-совместимых компьютерах и игровых консолях Xbox 360 и PlayStation 3. ANT разработан с учётом специфической многопоточной архитектуры центральных процессоров Xenon и Cell (используемых в Xbox 360 и PlayStation 3 соответственно), он эффективно использует множество программных потоков.
EA DICE при разработке Battlefield 3 создала два различных набора анимаций с использованием ANT: для персонажей, управляемых ботами и персонажей, управляемых людьми. Благодаря ANT EA DICE устранила «проскальзывание» персонажей по поверхности, создала анимации использования укрытий и некоторые общие движения.